# Galassia Girino
La Galassia Girino, conosciuta anche come UGC 10214, è una galassia a spirale barrata distorta che si trova a circa 400 milioni di anni luce dalla Terra nella costellazione del Dragone. Le sue caratteristiche più evidenti sono la coda di stelle, lunga circa 280.000 anni luce, e massivi ammassi stellari di stelle blu.

## Passato e futuro
L'ipotesi più accreditata per spiegare la forma della galassia prevede un quasi "scontro frontale" con una galassia più compatta, l'oggetto avrebbe incrociato la galassia Girino da sinistra a destra (secondo la prospettiva della foto a lato); l'intruso sarebbe poi stato scagliato dietro la galassia Girino dalla reciproca attrazione gravitazionale. Durante l'incontro le forze di marea avrebbero estratto stelle e polveri dalla galassia Girino, formando la lunga coda, struttura conosciuta come Coda di marea.
Si stima che la galassia intrusa sia ora circa 300.000 anni luce dietro la galassia Girino e può essere intravista attraverso i bracci di spirale in alto a sinistra. Come i girini sulla Terra la galassia Girino probabilmente perderà la propria coda, col tempo gli ammassi stellari nella coda formeranno delle galassie satellite più piccole.